# كينيث كينت ماكنزي
كينيث كينت ماكنزي (بالإنجليزية: Kenneth Kent Mackenzie)‏ هو محامي وعالم نبات أمريكي، ولد في 1877 في نيويورك في الولايات المتحدة، وتوفي في 1934.